# Domokos Lajos (főbíró)
Zalakapolcsi Domokos Lajos (Debrecen, 1728. november 11. – Debrecen, 1803. november 18.) alispán, író, országgyűlési követ, Debrecen város főbírája.

## Élete
Domokos Márton és Komáromi Kata fia volt. Szülővárosában tanult és 1748-ban az Utrechti Egyetem hallgatója volt; 1770-től szülővárosának főbirája, 1790-ben Bihar megye alispánja s országgyűlési követe volt; mint ilyen rókatorkos zöld mentében, veres nadrágban és dolmánnyal jelent meg. Hatalmas pártfogója volt a magyar nyelv behozatalának; a legfontosabb fölterjesztéseket ő fogalmazta. Apja nyomdokain a debreceni ellenállásnak volt a vezetője, amely az 1777-ben kiadott Ratio Educationist nem volt hajlandó gyakorlatba ültetni, mert az a református kollégiumok elemi tagozatait állami felügyelet alá kívánta vonni. Budai Ézsaiás írta latin epitaphiumát (M. Kurir II. 48. sz.)

## Munkái
Költeményét 1790-ből Trenk Frigyes védelmére, a nagyváradi Szabadság (1885. 248. sz.) hozta, Péczeli Józsefhez irt, a tanárságra meghivó levelét 1786. júl. 9. pedig a Figyelő (XX.)
A helytartó tanács levéltárában van 1783-ból reflexiója (egy nagy ív), melyen kimutatja, hogy Révai tankönyvei mennyiben sértik a helyes magyarságot. Balogh Ferenc is említi egy munkáját: Deductio regiminis ecclesiastici in Hungaria a primis inde reformationis temporibus, melyet Benedek Mihály superintendens segítségével készített. Részt vett a hires debreceni Magyar grammatika Archiválva 2020. október 25-i dátummal a Wayback Machine-ben (Bécs, 1795.) munkálataiban.
Arcképe (olajfestés) a debreceni református kollégium könyvtárában van.

## Emlékezete
- Debrecenben utcát neveztek el róla.
- Életének viszontagságairól Szabó Magda írt színdarabot, Szent Bertalan nappala címmel.